# Caecilia tentaculata
La cecilia de tentáculos (Caecilia tentaculata) es un anfibio ápodo de la familia Caeciliidae, que se encuentra en las tierras bajas de los bosques húmedos tropicales del norte de Brasil, suroriente de Colombia, oriente de Ecuador y Perú, sur de Venezuela, Guyana y Surinam.

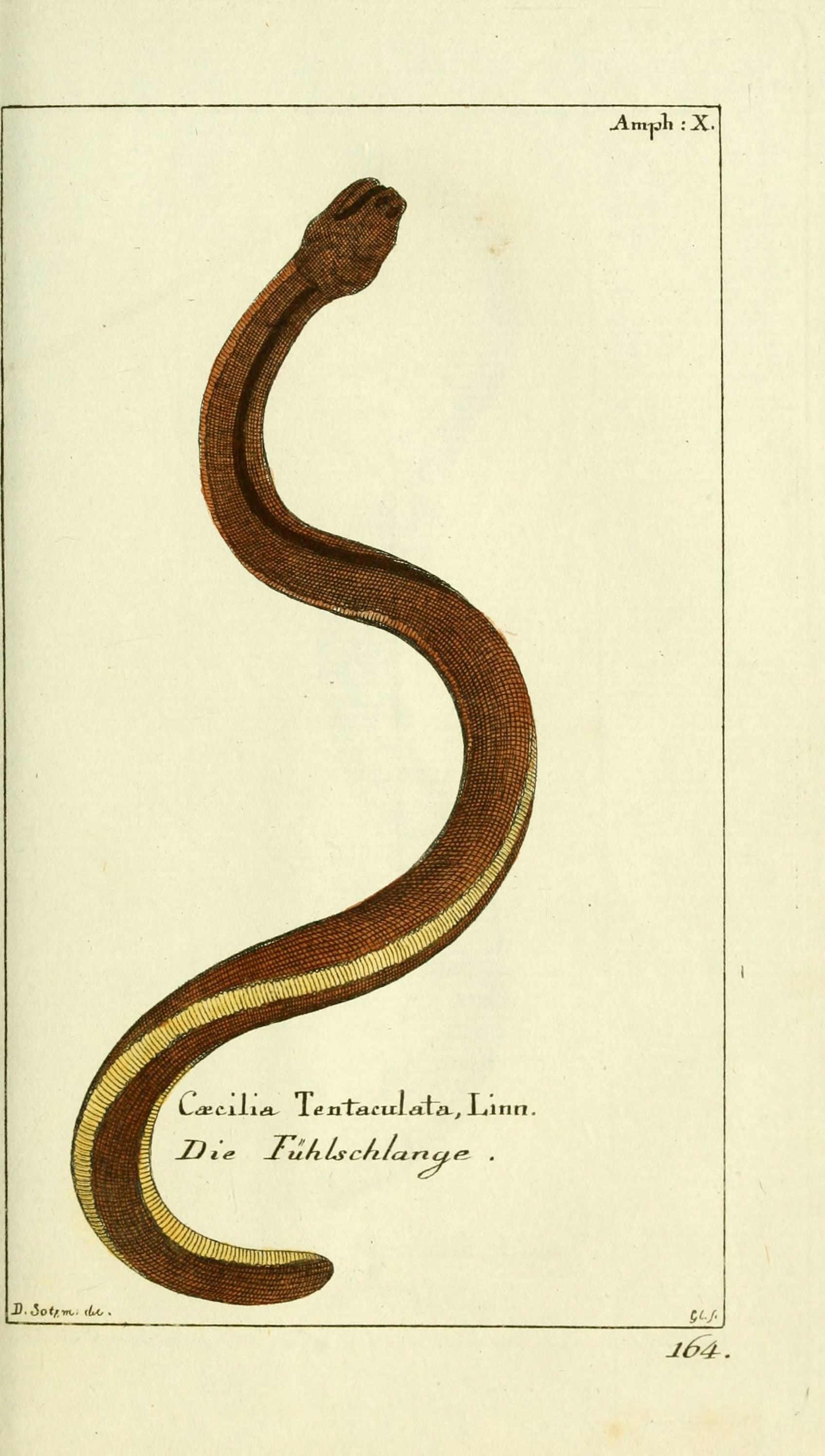
Ilustración de Caecilia tentaculata, 1783.

Es de color azul y adulta alcanza por lo menos 63 cm de longitud. De hábitos subterráneos y terrestres. Se alimenta principalmente de lombrices y diversos artrópodos.